# Lâm Châu
Lâm Châu (tiếng Trung: 林州; bính âm: Línzhōu shì), tên cũ là Lâm huyện (林县), là một thành phố cấp huyện của địa cấp thị An Dương, tỉnh Hà Nam, Trung Quốc. Thành phố nằm ở phía bắc của tỉnh và gần ranh giới với hai tỉnh Sơn Tây và Hà Bắc. Thành phố nằm ở chân phía đông của Thái Hành Sơn.

### Nhai đạo
- Khai Nguyên (开元街道)
- Chấn Lâm (振林街道)
- Long Sơn (龙山街道)
- Quế Viên (桂园街道)

### Trấn
| - Cáp Giản (合涧镇) - Lâm Kỳ (临淇镇) - Đông Diêu (东姚镇) - Hoành Thủy (横水镇) - Hầ Thuận (河顺镇) - Nhâm Thôn (任村镇) - Diêu Thôn (姚村镇) | - Lăng Dương (陵阳镇) - Nguyên Khang (原康镇) - Ngũ Long (五龙镇) - Thái Tang (采桑镇) - Đông Cương (东岗镇) - Quế Lâm (桂林镇) |

### Hương
- Thành Giao (城郊乡)
- Trà Điếm (茶店乡)
- Thạch Pha Nham (石板岩乡)